# زیدانتا یکم
زیدانتا یکم، یکی از شاهان هیتی (پادشاهی کهن) بود که برای ده سال از ۱۵۶۰ تا ۱۵۵۰ قبل از میلاد فرمان راند. او با یکی از دختران هاراپشلی ازدواج کرد.